# Russie aux Jeux olympiques
La Russie a participé de nombreuses fois aux Jeux olympiques et en tant que différentes nations en fonction de l'histoire du pays. La Russie impériale a ainsi participé aux Jeux olympiques de 1900 et est revenue en 1908 et 1912. Après la révolution russe en 1917 et la création de l'Union soviétique en 1922, il fallut attendre quarante ans jusqu'à ce des athlètes russes participent à nouveau aux Jeux olympiques, sous les couleurs de l'Union soviétique. Après la fin de l'Union soviétique en 1991, les athlètes russes ont concouru aux Jeux de Barcelone et Jeux d'Albertville au sein de l'équipe unifiée de l'ex-URSS. Le retour des Russes sous les couleurs de la Russie eut lieu aux Jeux d'hiver à Lillehammer en 1994 et le pays a toujours participé aux Jeux depuis cette édition.
La Russie fut l'hôte des Jeux olympiques d'hiver de 2014 à Sotchi alors que l'URSS avait organisé les Jeux olympiques d'été de 1980 à Moscou.
Le 5 décembre 2017, à la suite de la révélation du système de dopage d'État lors des Jeux de Sotchi 2014, le Comité international olympique suspend le Comité national olympique russe de ces Jeux, et donc la Russie en tant que nation participante. Ses athlètes sont toutefois autorisés à participer aux Jeux d'hiver de 2018 sous drapeau olympique et sur invitation, en portant la mention « Athlètes olympiques de Russie » (OAR). Leur participation se fait sous réserve qu'ils n'aient jamais été suspendus pour dopage et qu'ils se soumettent à des tests indépendants. En décembre 2019, la Russie est également exclue des Jeux d'été de 2020 et d'hiver de 2022, la sanction étant confirmée en décembre 2020. Cependant, les athlètes sont à nouveau autorisés à concourir lors de ces 2 éditions sous la bannière de leur comité (ROC) et sans aucune mention à la Russie.
En octobre 2023, à la suite de l'invasion de l'Ukraine par la Russie, le CIO décide que les comités olympiques russe et biélorusse seraient suspendus pour les Jeux olympiques d'été de 2024. Certains athlètes russes seront en mesure de participer aux compétitions s'ils se présentent sous la bannière d'« Athlètes individuels neutres ».

## Comité national olympique
Le Comité olympique russe a été fondé en 1989 et reconnu par le CIO en 1993. Il fait suite au Comité olympique soviétique (en).

## Tableau des médailles

### Par année
| Année | Médaille d'or, Jeux olympiques                                   | Médaille d'argent, Jeux olympiques                               | Médaille de bronze, Jeux olympiques                              | Total                                                            |
| 1896  | n'a pas participé                                                | n'a pas participé                                                | n'a pas participé                                                | n'a pas participé                                                |
| 1900  | 0                                                                | 0                                                                | 0                                                                | 0                                                                |
| 1904  | n'a pas participé                                                | n'a pas participé                                                | n'a pas participé                                                | n'a pas participé                                                |
| 1908  | 1                                                                | 2                                                                | 0                                                                | 3                                                                |
| 1912  | 0                                                                | 2                                                                | 3                                                                | 5                                                                |
| 1920  | l'URSS n'a pas participé                                         | l'URSS n'a pas participé                                         | l'URSS n'a pas participé                                         | l'URSS n'a pas participé                                         |
| 1924  | l'URSS n'a pas participé                                         | l'URSS n'a pas participé                                         | l'URSS n'a pas participé                                         | l'URSS n'a pas participé                                         |
| 1928  | l'URSS n'a pas participé                                         | l'URSS n'a pas participé                                         | l'URSS n'a pas participé                                         | l'URSS n'a pas participé                                         |
| 1932  | l'URSS n'a pas participé                                         | l'URSS n'a pas participé                                         | l'URSS n'a pas participé                                         | l'URSS n'a pas participé                                         |
| 1936  | l'URSS n'a pas participé                                         | l'URSS n'a pas participé                                         | l'URSS n'a pas participé                                         | l'URSS n'a pas participé                                         |
| 1948  | l'URSS n'a pas participé                                         | l'URSS n'a pas participé                                         | l'URSS n'a pas participé                                         | l'URSS n'a pas participé                                         |
| 1952  | a participé sous les couleurs de l'URSS                          | a participé sous les couleurs de l'URSS                          | a participé sous les couleurs de l'URSS                          | a participé sous les couleurs de l'URSS                          |
| 1956  | a participé sous les couleurs de l'URSS                          | a participé sous les couleurs de l'URSS                          | a participé sous les couleurs de l'URSS                          | a participé sous les couleurs de l'URSS                          |
| 1960  | a participé sous les couleurs de l'URSS                          | a participé sous les couleurs de l'URSS                          | a participé sous les couleurs de l'URSS                          | a participé sous les couleurs de l'URSS                          |
| 1964  | a participé sous les couleurs de l'URSS                          | a participé sous les couleurs de l'URSS                          | a participé sous les couleurs de l'URSS                          | a participé sous les couleurs de l'URSS                          |
| 1968  | a participé sous les couleurs de l'URSS                          | a participé sous les couleurs de l'URSS                          | a participé sous les couleurs de l'URSS                          | a participé sous les couleurs de l'URSS                          |
| 1972  | a participé sous les couleurs de l'URSS                          | a participé sous les couleurs de l'URSS                          | a participé sous les couleurs de l'URSS                          | a participé sous les couleurs de l'URSS                          |
| 1976  | a participé sous les couleurs de l'URSS                          | a participé sous les couleurs de l'URSS                          | a participé sous les couleurs de l'URSS                          | a participé sous les couleurs de l'URSS                          |
| 1980  | a participé sous les couleurs de l'URSS                          | a participé sous les couleurs de l'URSS                          | a participé sous les couleurs de l'URSS                          | a participé sous les couleurs de l'URSS                          |
| 1984  | l'URSS a boycotté ces Jeux                                       | l'URSS a boycotté ces Jeux                                       | l'URSS a boycotté ces Jeux                                       | l'URSS a boycotté ces Jeux                                       |
| 1988  | a participé sous les couleurs de l'URSS                          | a participé sous les couleurs de l'URSS                          | a participé sous les couleurs de l'URSS                          | a participé sous les couleurs de l'URSS                          |
| 1992  | a participé sous les couleurs de l'Équipe unifiée                | a participé sous les couleurs de l'Équipe unifiée                | a participé sous les couleurs de l'Équipe unifiée                | a participé sous les couleurs de l'Équipe unifiée                |
| 1996  | 26                                                               | 21                                                               | 16                                                               | 63                                                               |
| 2000  | 32                                                               | 28                                                               | 29                                                               | 89                                                               |
| 2004  | 28                                                               | 26                                                               | 38                                                               | 92                                                               |
| 2008  | 22                                                               | 21                                                               | 28                                                               | 71                                                               |
| 2012  | 24                                                               | 26                                                               | 32                                                               | 82                                                               |
| 2016  | 19                                                               | 18                                                               | 19                                                               | 56                                                               |
| 2020  | Participation sous la bannière ROC                               | Participation sous la bannière ROC                               | Participation sous la bannière ROC                               | Participation sous la bannière ROC                               |
| 2024  | Participation sous la bannière AIN avec les athlètes biélorusses | Participation sous la bannière AIN avec les athlètes biélorusses | Participation sous la bannière AIN avec les athlètes biélorusses | Participation sous la bannière AIN avec les athlètes biélorusses |
| Total | 152                                                              | 144                                                              | 165                                                              | 461                                                              |

| Année | Médaille d'or, Jeux olympiques                    | Médaille d'argent, Jeux olympiques                | Médaille de bronze, Jeux olympiques               | Total                                             |
| 1924  | l'URSS n'a pas participé                          | l'URSS n'a pas participé                          | l'URSS n'a pas participé                          | l'URSS n'a pas participé                          |
| 1928  | l'URSS n'a pas participé                          | l'URSS n'a pas participé                          | l'URSS n'a pas participé                          | l'URSS n'a pas participé                          |
| 1932  | l'URSS n'a pas participé                          | l'URSS n'a pas participé                          | l'URSS n'a pas participé                          | l'URSS n'a pas participé                          |
| 1936  | l'URSS n'a pas participé                          | l'URSS n'a pas participé                          | l'URSS n'a pas participé                          | l'URSS n'a pas participé                          |
| 1948  | l'URSS n'a pas participé                          | l'URSS n'a pas participé                          | l'URSS n'a pas participé                          | l'URSS n'a pas participé                          |
| 1952  | l'URSS n'a pas participé                          | l'URSS n'a pas participé                          | l'URSS n'a pas participé                          | l'URSS n'a pas participé                          |
| 1956  | a participé sous les couleurs de l'URSS           | a participé sous les couleurs de l'URSS           | a participé sous les couleurs de l'URSS           | a participé sous les couleurs de l'URSS           |
| 1960  | a participé sous les couleurs de l'URSS           | a participé sous les couleurs de l'URSS           | a participé sous les couleurs de l'URSS           | a participé sous les couleurs de l'URSS           |
| 1964  | a participé sous les couleurs de l'URSS           | a participé sous les couleurs de l'URSS           | a participé sous les couleurs de l'URSS           | a participé sous les couleurs de l'URSS           |
| 1968  | a participé sous les couleurs de l'URSS           | a participé sous les couleurs de l'URSS           | a participé sous les couleurs de l'URSS           | a participé sous les couleurs de l'URSS           |
| 1972  | a participé sous les couleurs de l'URSS           | a participé sous les couleurs de l'URSS           | a participé sous les couleurs de l'URSS           | a participé sous les couleurs de l'URSS           |
| 1976  | a participé sous les couleurs de l'URSS           | a participé sous les couleurs de l'URSS           | a participé sous les couleurs de l'URSS           | a participé sous les couleurs de l'URSS           |
| 1980  | a participé sous les couleurs de l'URSS           | a participé sous les couleurs de l'URSS           | a participé sous les couleurs de l'URSS           | a participé sous les couleurs de l'URSS           |
| 1984  | a participé sous les couleurs de l'URSS           | a participé sous les couleurs de l'URSS           | a participé sous les couleurs de l'URSS           | a participé sous les couleurs de l'URSS           |
| 1988  | a participé sous les couleurs de l'URSS           | a participé sous les couleurs de l'URSS           | a participé sous les couleurs de l'URSS           | a participé sous les couleurs de l'URSS           |
| 1992  | a participé sous les couleurs de l'Équipe unifiée | a participé sous les couleurs de l'Équipe unifiée | a participé sous les couleurs de l'Équipe unifiée | a participé sous les couleurs de l'Équipe unifiée |
| 1994  | 11                                                | 8                                                 | 4                                                 | 23                                                |
| 1998  | 9                                                 | 6                                                 | 3                                                 | 18                                                |
| 2002  | 5                                                 | 4                                                 | 4                                                 | 13                                                |
| 2006  | 8                                                 | 6                                                 | 8                                                 | 22                                                |
| 2010  | 3                                                 | 5                                                 | 7                                                 | 15                                                |
| 2014  | 13                                                | 11                                                | 9                                                 | 33                                                |
| 2018  | Participation des athlètes olympiques de Russie   | Participation des athlètes olympiques de Russie   | Participation des athlètes olympiques de Russie   | Participation des athlètes olympiques de Russie   |
| 2022  | Participation sous la bannière ROC                | Participation sous la bannière ROC                | Participation sous la bannière ROC                | Participation sous la bannière ROC                |
| Total | 49                                                | 40                                                | 35                                                | 124                                               |

### Par sport
| Place | Sport                 | Médaille d'or, Jeux olympiques | Médaille d'argent, Jeux olympiques | Médaille de bronze, Jeux olympiques | Total |
| 1     | Lutte                 | 21                             | 11                                 | 8                                   | 40    |
| 2     | Athlétisme            | 17                             | 22                                 | 20                                  | 59    |
| 3     | Gymnastique           | 16                             | 11                                 | 14                                  | 41    |
| 4     | Escrime               | 9                              | 2                                  | 5                                   | 16    |
| 5     | Boxe                  | 8                              | 3                                  | 9                                   | 20    |
| 6     | Tir                   | 7                              | 12                                 | 9                                   | 28    |
| 7     | Natation synchronisée | 6                              | 0                                  | 0                                   | 6     |
| 8     | Natation              | 5                              | 5                                  | 5                                   | 15    |
| 9     | Cyclisme              | 4                              | 4                                  | 5                                   | 13    |
| 10    | Haltérophilie         | 3                              | 8                                  | 10                                  | 21    |
| 11    | Plongeon              | 3                              | 7                                  | 6                                   | 16    |
| 12    | Pentathlon moderne    | 3                              | 1                                  | 0                                   | 4     |
| 13    | Tennis                | 2                              | 2                                  | 1                                   | 5     |
| 14    | Canoë-Kayak           | 1                              | 3                                  | 4                                   | 8     |
| 15    | Handball              | 1                              | 1                                  | 1                                   | 3     |
| 16    | Aviron                | 1                              | 0                                  | 3                                   | 4     |
| 17    | Judo                  | 0                              | 3                                  | 5                                   | 8     |
| 18    | Volley-ball           | 0                              | 3                                  | 2                                   | 5     |
| 19    | Water polo            | 0                              | 1                                  | 2                                   | 3     |
| 20    | Voile                 | 0                              | 1                                  | 1                                   | 2     |
| 21    | Taekwondo             | 0                              | 1                                  | 0                                   | 1     |
| 22    | Basket-ball           | 0                              | 0                                  | 2                                   | 2     |
| 23    | Tir à l'arc           | 0                              | 0                                  | 1                                   | 1     |
| Total | Total                 | 107                            | 101                                | 113                                 | 321   |

| Place | Sport               | Médaille d'or, Jeux olympiques | Médaille d'argent, Jeux olympiques | Médaille de bronze, Jeux olympiques | Total |
| 1     | Patinage artistique | 15                             | 9                                  | 3                                   | 27    |
| 2     | Ski de fond         | 14                             | 10                                 | 9                                   | 33    |
| 3     | Biathlon            | 10                             | 6                                  | 8                                   | 24    |
| 4     | Patinage de vitesse | 3                              | 5                                  | 5                                   | 13    |
| 5     | Short-track         | 3                              | 1                                  | 1                                   | 5     |
| 6     | Snowboard           | 2                              | 2                                  | 1                                   | 5     |
| 7     | Bobsleigh           | 2                              | 1                                  | 1                                   | 4     |
| 8     | Skeleton            | 1                              | 0                                  | 2                                   | 3     |
| 9     | Luge                | 0                              | 3                                  | 0                                   | 3     |
| 10    | Ski acrobatique     | 0                              | 1                                  | 3                                   | 4     |
| 11    | Hockey sur glace    | 0                              | 1                                  | 1                                   | 2     |
| 12    | Ski alpin           | 0                              | 1                                  | 0                                   | 1     |
| 13    | Combiné nordique    | 0                              | 0                                  | 1                                   | 1     |
| Total | Total               | 50                             | 40                                 | 35                                  | 125   |

## Sportifs les plus médaillés
En tenant compte des médailles obtenues lorsque la Russie était indépendante soit en considérant également les médailles obtenues par des Russes participant dans l'Équipe unifiée en 1992, le record du nombre de médailles est détenu par le gymnaste Alexei Nemov qui a remporté douze médailles.
Avec huit médailles, la fondeuse Lioubov Iegorova est la sportive russe la plus médaillée des Jeux olympiques.
| Nom                  | Sport       | Jeux                | Médaille d'or, Jeux olympiques | Médaille d'argent, Jeux olympiques | Médaille de bronze, Jeux olympiques | Total |
| Alexei Nemov         | Gymnastique | 1996-2000           | 4                              | 2                                  | 6                                   | 12    |
| Alexander Popov      | Natation    | 1992-1996-2000      | 4                              | 5                                  | 0                                   | 9     |
| Lioubov Iegorova     | Ski de fond | 1992-1994           | 5                              | 3                                  | 0                                   | 8     |
| Dmitri Sautin        | Plongeon    | 1992-1996-2000      | 2                              | 1                                  | 5                                   | 8     |
| Larisa Lazutina      | Ski de fond | 1992-1994-1998      | 5                              | 1                                  | 1                                   | 7     |
| Elena Välbe          | Ski de fond | 1992-1994-1998      | 5                              | 1                                  | 1                                   | 7     |
| Svetlana Khorkina    | Gymnastique | 1996-2000-2004      | 2                              | 4                                  | 1                                   | 7     |
| Yuliya Chepalova     | Ski de fond | 1998-2002-2006      | 3                              | 2                                  | 1                                   | 6     |
| Stanislav Pozdniakov | Escrime     | 1992-1996-2000-2004 | 4                              | 0                                  | 1                                   | 5     |
| Pavel Kolobkov       | Escrime     | 1992-1996-2000-2004 | 1                              | 2                                  | 2                                   | 5     |